# Urządków (przystanek kolejowy)
Urządków – dawny przystanek kolejki wąskotorowej w Szczekarkowie-Kolonii, w gminie Wilków, w powiecie opolskim, w województwie lubelskim.